# 三同盟

三同盟
Freistaat der Drei Bünde
Stato libero delle Tre Leghe
Stadi liber da las Trais Lias

三同盟の設立
  灰色同盟（1424年）
  モエサ地区（1496年に灰色同盟加入）
  十裁判区同盟
  ゴッテスハウス同盟

三同盟（さんどうめい）、もしくは三同盟自由国、グラウビュンデン自由国は、1471年にゴッテスハウス同盟、灰色同盟及び十裁判区同盟によって結成された同盟で、スイス、グラウビュンデン州の基礎となった。 
その領域はローマ帝国管区ラエティア・プリマの中世初期の名残でクール司教管理下のラエティア・クリエンシスの中核地域に相当する。

## ゴッテスハウス同盟

ゴッテスハウス同盟の紋章

1367年1月29日、ゴッテスハウス同盟（ドイツ語: Gotteshausbund、イタリア語: Lega Caddea、ロマンシュ語:  Lia da la Chadé）は台頭するクール司教とハプスブルク家の権力に対抗すべく設立された。一方の司教ピーター・ゲリト・フォン・ベーメンも公爵家からの年俸と引き換えに司教領をハプスブルク家に移して対抗した。同盟文書に署名したのは聖堂参事会の特使、司教のミニステリアーレ、そしてクール市及びドムレシュク、シャムス、オーバーハルブシュタイン、オーバーエンガディン、ウンターエンガディン、ベルゲルの地区の代表である。また1408年にはポスキアーヴォが、1450年にはフィア・ドルファーが加盟するなどそのほかの地域も同盟に加わった。 
しばらくの間ウンターエンガディンやヴァル・ミュシュタイアー、フィンシュガウ渓谷上流はクール司教領とチロル伯領の間の係争地域であった。前者二つはチロル伯領としてハプスブルク家の支配から逃れることができていた一方、フィンシュガウ渓谷に関しては1618年に最後に残ったウンターカルヴェンが同盟から分離されるなど自立を保つのは難しかった。 
都はクールで、次の地区によって構成されていた。 
- クール
- ベルゲル:オーバーポルタ、ウンターポルタ
- カルヴェン:ミュンスタータル(オーバーカルヴェン)、フィンシュガウ渓谷上流(ウンターカルヴェン)
- ドムレシュク:オルテンシュタイン(1788年以降はオルテンシュタイン・イン・ボーデンとオルテンシュタイン・イン・ベルグに分割)、フュルステナウ
- グライフェンシュタイン:ベルギューン、オーベルファッツ
- オーバーエンガディン:(1438年から分割された) スール、スウォット・フォンターナ・メルラ
- オーバーハルブシュタイン:オーバーハルブシュタイン、ティーフェンカステル
- ポスキアーヴォ
- ラモシュ・ステラ=アヴェルス:ラモシュ、ステラ（ビヴィオ）、アヴェルス
- ウンターエンガディン:オーバータスナ、ウンタータスナ
- フュンフ・ドルファー

## 灰色同盟

灰色同盟の紋章（パターン1）

灰色同盟の紋章（パターン2）

灰色同盟（ロマンシュ語:  Lia Grischa）は1395年に上ラインの渓谷で設立された。これはベルモント男爵領、サックス家領、レチュンス男爵領、ファッツ男爵領、ヴェルデンベルク伯領、ディゼンティス修道院、クール司教などの地域の間におけるさまざまな対立やフェーデに対する反応としての設立である。「灰色同盟」の名は人々が身に着けていた手織りの灰色の服に由来しており、ドイツ語の「グラウエ・ブント（ドイツ語: Grauer Bund）」は「グラウビュンデン」州の語源でもある。 
同盟は1424年3月16日にトゥルンで設立された。都はイランツで、以下を含んでいた。 
- ディゼンティス修道院の修道院長および判事
- レチュンス男爵領と属州のサフィエン、テンナ、オーバーザクセン
- サックス家領ミソックス男爵領と属州のイランツ、グルオブ、リュネ、ヴァルス、カストリッシュおよびフリムス
- ヴェルデンベルク＝ハイリゲンベルク伯とトリンやタミンスを含む全ての属州
- ラインヴァルトやシャムスを含むフリムスの共同体

ヴェルデンベルク＝ザルカンス伯が禁じていたにもかかわらず、レーヴェンベルク、トゥージス、チャッピーナとハイツェンベルクらの領地は1440年以前には同盟に加わった。1441年にカツィス修道院が加わり、また1480年にはミソックスのメゾッコとソアッツァ近辺が加盟した。さらに1496年にジャン・ジャコモ・トリヴルツィオはミソックス渓谷やカランカ渓谷の地区とともに、残りのミソックス伯領の組合を支援した。 
灰色同盟は8つの地区で管理されていた。 
- ディゼンティス
- リュネ:リュネ、ヴァルス
- グルオブ:グルオブ、シュリーイン、テンナ
- ヴァルテンスブルク:ヴァルテンスブルク、ラークス、オーバーザクセン
- レチュンス:レチュンス、ホーエントリン、フリムス
- シャムス＝ラインヴァルト:ラインヴァルト、シャムス
- トゥージス:トゥージス、ハイツェンベルク、チャッピーナ、サフィエン
- ミソックス:ミソックス、ロヴェレード、カランカ

## 十裁判区同盟

十裁判区同盟の紋章（パターン1）

十裁判区同盟の紋章（パターン2）

三番目の同盟は十裁判区同盟（ドイツ語: Zehngerichtebund、ロマンシュ語:  Ligia da las diesch dretgiras）である。1436年6月8日、トッゲンブルク家の断絶を機に旧トッゲンブルク伯領の10の裁判区の指導者が設立した。 
都はダボスにあり、以下のメンバーによって構成されていた。 
- ベルフォール（アルブラ渓谷上流）
- ダボス
- クロスタース
- カステル（現:ザンクト・アンテーニエンの一部）
- シエールス
- シャンフィッグ （セント・ピーター）
- ラングヴィース
- ストラスバーグ城（クールヴァルデン）
- マイエンフェルト（城と町を含む）
- ノイアスペルモント（イェニンスとマランスと管轄区を持っていた）

同盟は主にハプスブルク家の拡大への抵抗を目的としており、7つの地区で管理された。 
- ダボス
- クロスタース:クロスタース＝インナーシュニッツ、クロスタース＝アウサーシュニッツ
- カステル:（1622年に分割）ルツァイン、イェナッツ
- シエールス＝ゼーヴィス:（1679年に分割）シエールス、ゼーウィス
- マイエンフェルト:マイエンフェルト、マランス
- ベルフォール:クールヴァルデン、（1613年に分割された）インナーベルフォールとアウサーベルフォール
- シャンフィッグ:セントピーター（アウサーシャンフィッグ）、ラングヴィース

## 同盟の連合

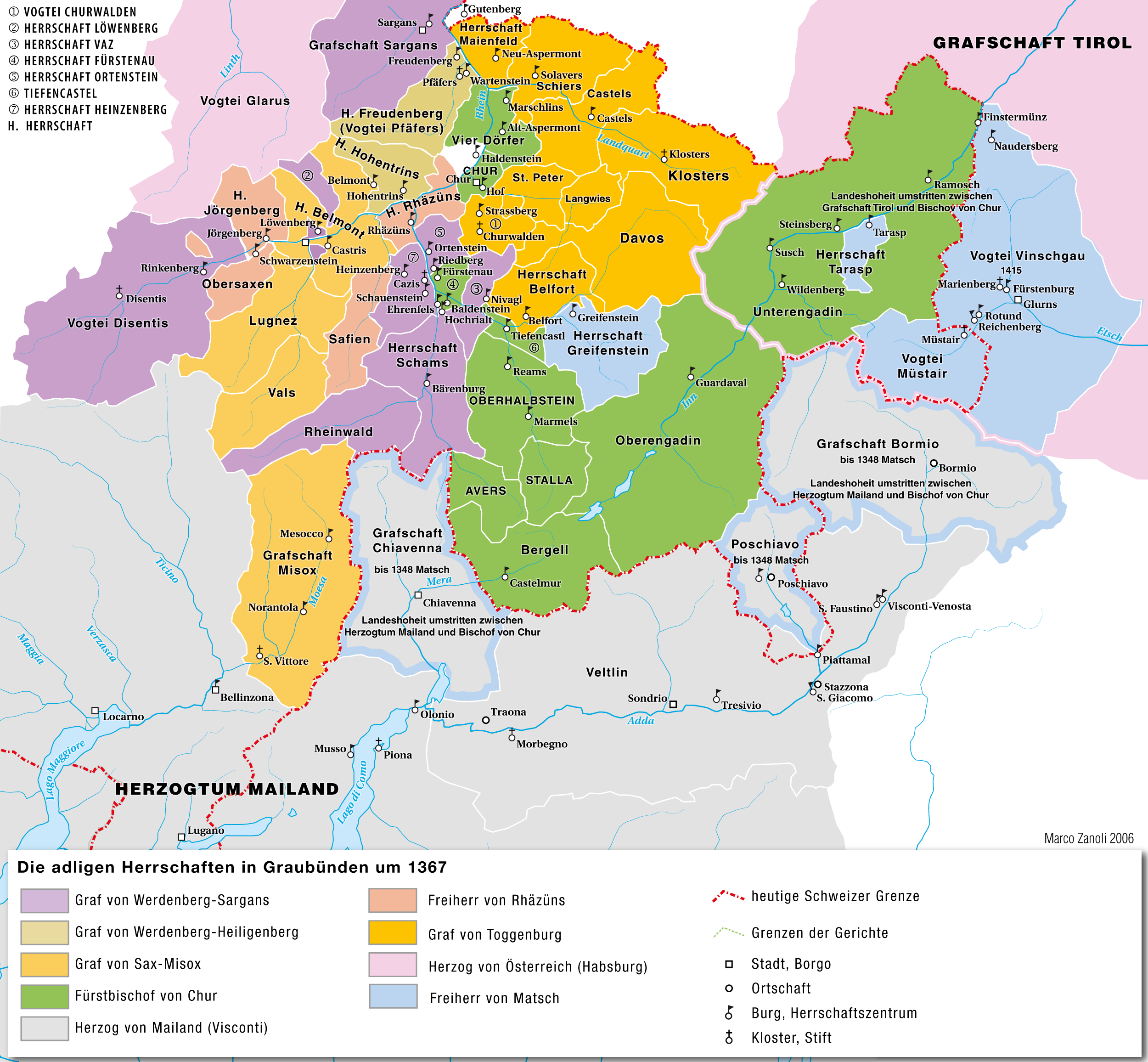
1367年のグラウビュンデン州。同盟以前に存在していた領主を示している。

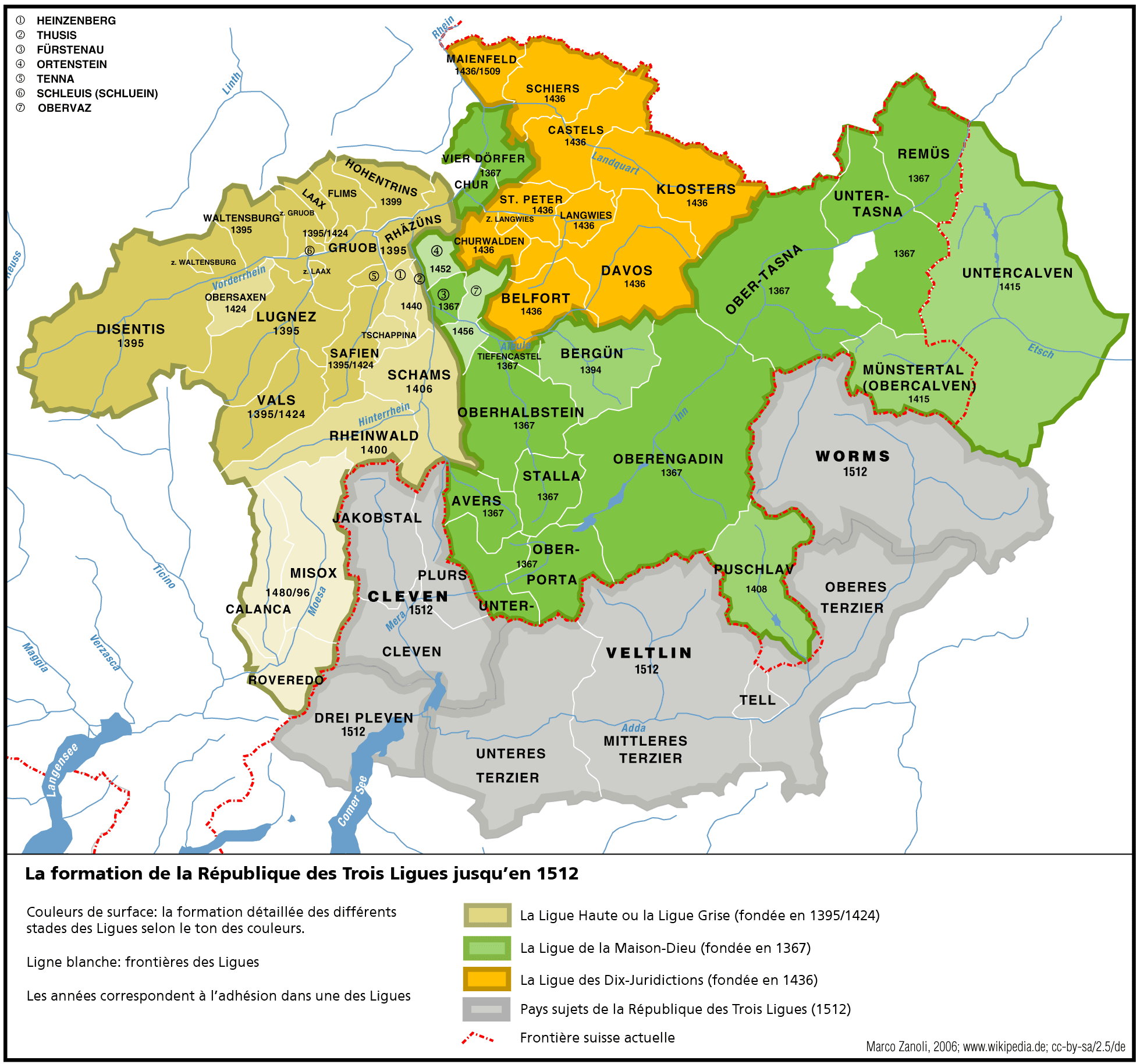
1512年までの「三同盟」の結成

3つの別々の同盟は当初は非公式に協力しあった。たとえば1450年のシャムスにおけるフェーデではヴェルデンベルク＝ザルカンス伯爵家と対立した十裁判区同盟がゴッテスハウス同盟と連携した。3つの同盟の公式的な合同会議は1461年から行われていたことが記録に残っている。より密接な連帯は上の2つの同盟が灰色同盟と連合した1471年からだと考えられるているが、これを裏付ける文献は残っていない。しかしこのころが「三同盟」としての歴史の始まりであるとの見方が一般的である。1496年にハプスブルク家が、断絶したトッゲンブルク伯爵家の領地を継承すると、三同盟は1497年と1498年にスイス同盟と連合し、3年後のシュヴァーベン戦争ではスイス同盟に味方した。ハプスブルク家はカルヴェンの戦いやドルナッハの戦いで大敗したために、スイス連邦と連合する三同盟を正式に認めた。この後、1520年のムッソ戦争で三同盟はよりスイス連邦に接近した。 
1499年以降は3つの同盟の集合を超えた自由国として事実上神聖ローマ帝国から分離し、16世紀には近世ヨーロッパにおける特殊な政治組織へと発展していった。すべての決定がコミュナリズム的に行われるという意味では17世紀初頭のヨーロッパで唯一の地域であり、同盟の設立や統治、防衛は全て集合的決定に基づいていた。   
1524年9月23日、「永久盟約（ドイツ語: Bundesbrief）」が憲法として制定された。これは結果的にナポレオンが1799年に解散する時まで維持された。自由国における最高権力は連邦議会で、各選挙区に対して責任を負う63人の代議員によって構成されていた。議会はイランツ、クール、ダボスの三つの都市で順番に開催された。しかし今日の基準で考えると、自由国は単一の統一された州というよりは、「三同盟」の名の通り3つの州の連合と考えられるだろう。なぜなら自由国としての三同盟の組織自体にはほとんど能力がなく、同盟内の事実上すべての問題は国民投票によって解決されたからだ。 
1524年と1526年のイランツ条項はクール司教の権力を制限し、3つの同盟間の同盟関係を強化した。1524年4月4日に採択された最初の条項では、司祭は受け持った地区に住み、その会衆の精神的な要求に熱心に答え、廉直な生活を送ることを要求された。同時に各共同体は担当の司祭を承認し、クール司教が世俗的な問題について判断を下すことを制限する権利を持った。二つ目の条項は1526年6月25日に採択された。彼らはクール司教の世俗的な権限を完全に取り除いた。それぞれの小教区は自分の教区の司祭を選ぶことができるようになった上、司教の叙任には連邦議会全体の承認が必要になった。加えて宗教指導者たちは世俗の役人を任命することができなくなり、修道院は行政の監督下に置かれ、さまざまな十分の一税が廃止または減額された。これらの条項により同盟の世俗的権威は周辺地域の中で最も強大なものとなったため、1798年のフランス侵攻まで同盟法に留まった。
フランス革命軍によるスイス侵略により三同盟はラエティアの行政区としてヘルヴェティア共和国に併合された。その後ナポレオンの調停法により同盟は1803年にグラウビュンデン州として、復元されたスイス連邦に組み込まれた。州の現在の憲法は1892年にさかのぼる。 
キアヴェンナ、ヴァルテッリーナ、ボルミオといった以前の三同盟の属州はラエティアの一部にはならなかったものの、フランス革命の影響で反乱を起こして1797年10月10日にチザルピーナ共和国に併合されたため、永久に同盟からは切り離された。その後ウィーン会議を経てオーストリア帝国の従属国であるロンバルド＝ヴェネト王国に加わり、最終的にはイタリアのソンドリオ県の一部となった。 
カンピョーネも同様にルガーノから切り離され、現在のティチーノ州のイタリアの飛び地「カンピョーネ・ディターリア」の発端となった。